# Bibliai tévedhetetlenség
A bibliai tévedhetetlenség keresztény és zsidó teológiában egy olyan doktrinális álláspont, amely szerint mivel a Biblia isteni ihletésű, nem tartalmaz hibákat, sem a hívők hitét és életét, sem a történelmi és földrajzi témákat illető szövegek hitelességét illetően.
Egyesek egyenlőségjelet tesznek a tévedhetetlenség és a bibliai tévedhetetlenség közé, azaz csak abban tévedhetetlen, amit a keresztény hit és a gyakorlat tekintetében mond, mások nem.
Több felekezet vallja a teljes bibliai tévedhetetlenséget, főleg a fundamentalista és resztoránus protestánsok.

## A tévedhetetlenség tana
Sok felekezet úgy véli, hogy az egész Bibliának maga Isten a szerzője, miközben emberi írókon keresztül dolgozott, egy „ihletésnek” nevezett folyamatban.
A kereszténység egyes egyházaiban ez a tanítás különösen a következő szövegeken alapul:
Timótheoszhoz írt II. levél, amelyet a hagyomány szerint Pál apostol egyik tanítványának írt: 
« A teljes Írás Istentől ihletett, és hasznos a tanításra, a feddésre, a megjobbításra, az igazságban való nevelésre; hogy az Isten embere tökéletes és minden jó cselekedetre felkészített legyen. » 
Továbbá Péter II levelében, amelyet a hagyomány alapján Péter apostol írt:
« Mindenekelőtt azt kell megértenetek, hogy az Írás egyetlen prófétai beszéde sem egyéni értelmezés dolga. Mert sohasem emberi akaratból származott a prófétai beszéd, hanem Isten szent emberei a Szentlélektől sugalmazva szóltak. » 
Példabeszédek, amelyet a hagyomány a bölcs Salamon királynak tulajdonít:
« Isten minden szava színtiszta (igazság), pajzs azoknak, akik hozzá menekülnek. » 
Sokan, akik hisznek a Szentírás teljes isteni ihletésében, azt tanítják, hogy az tévedhetetlen. A tévedhetetlenség doktrínája azt tanítja, hogy a Biblia, ha megfelelően értelmezik, nem követ el semmilyen hibát, és nem tartalmaz legendákat vagy mítoszokat. Nincsenek hibák a történelmi események rögzítésében vagy a teológiai igazságok megállapításában. Következésképpen a Szentírásban mindenben meg lehet bízni, ami abban le van írva, mert maga állítja saját tévedhetetlenségét. Nézetük szerint a Biblia teljesen tökéletes, nem hagy teret a „részleges tökéletesség” elméleteinek.

### Kritika
A mai bibliatudósok zömmel egyetértenek abban, hogy a Timótheoszhoz írt II. levelet nem Pál írta, hanem később egy névtelen szerző, valamikor i.sz. 90 és 140 között.
Péter II. levelét a mai tudósok szintén pszeudoepigráfnak tartják, azaz a bemutatkozással ellentétben nem Péternek tulajdonítják. A példabeszédek könyvének mondásai az ókori Közel-Kelet nemzetközi bölcsességei alapján egy későbbi korban, Kr. e. 200-ig terjedően keletkeztek.
Attól eltekintve hogy hagyományos nézettel szemben nem is apostolok a szerzői, a Timótheoszhoz írt II. levél és Péter II. levelében található utalások a héber Bibliára vonatkoznak, és nem a keresztény Bibliára, amelyet még nem állítottak össze az első és második században.
Azt az elképzelést, hogy a Biblia nem tartalmaz hibákat, főként az isteni ihletésre utaló szövegekre való hivatkozással indokolják. Ezt az érvelést azonban körkörös érvelésként kritizálják. Ráadásul egyetlen bibliai szöveg sem mondja ki, hogy mivel egy ember ihletett volt, ezért mindig helyes a transzcendens tolmácsolásában vagy megállapításaiban.
Nyilvánvaló, hogy sok bibliai állítás egyszerűen nem igaz, és tarthatatlan, ha a tudomány és a történelem modern ismeretei szerint ítéljük meg. Megoszlanak a vélemények arról, hogy a Biblia mely részei megbízhatóak. Isten természetéről például a Biblia kétféle lényt mutat be: az Ószövetség a maga antropomorf elképzeléseivel egy haragos, féltékeny törzsi istenséget, rablás és gyilkosság, faji előítélet, vallási türelmetlenség helyeslésével és egy szerető, megbocsátó mennyei apát.
A Biblia kozmológiája azt sugallja, hogy a Föld lapos, a Nap kerüli körbe a Földet, továbbá hogy a Föld hat nap alatt jött létre.
A Biblia szó szerinti értelmezése, különösen a Teremtés könyve, számos keresztény fundamentalista hitet szült , amelyeket ma tudománytalannak tekintenek, beleértve a fiatal (6000 éves) Föld kreacionizmusát és azt a hiedelmet, hogy az özönvíz az egész világot teljesen ellepte.
Sok keresztény által vallott hamis felfogás az, hogy a Biblia ellentmondásoktól mentes. Pár egymásnak ellentmondó állítás példája:
Isten jelleméről:
« Izráel fenséges Istene nem hazudik, és nem is bán meg semmit, mert nem ember ő, hogy bármit is megbánjon. » 
« Megbánta az Úr, hogy embert alkotott a földön, mélyen bánkódva szívében. » 
« Megbánta az ÚR, hogy Sault Izráel királyává tette. » 
Isten látásáról:
« Istent soha senki nem látta. » 
« Az Úr pedig beszélt Mózessel, szemtől szembe, úgy, ahogy az ember a barátjával szokott beszélni.   » 
« Jákob elnevezte a helyet Penuelnek, mert – úgymond – „színről színre láttam Istent, és életben maradtam.   » 
Került-e valaki a mennybe:
« Énók az Istennel járt, és egyszer csak eltűnt, mert Isten magához vette őt. » 
« Miközben így mendegéltek, s menet közben beszélgettek, íme, egy tüzes szekér tüzes lovakkal elválasztotta őket egymástól, s Illés felment a forgószéllel az égbe. » 
« Senki sem ment fel a mennybe, csak az, aki a mennyből jött le: az Emberfia. » 

## Történelem
A Szentírás tévedhetetlenségét vallották az egyházatyák, a középkori teológusok és közelmúltbeli pápák is a bibliatudományról szóló enciklikáikban. Az az elképzelés, hogy a Biblia könyvei teljes mértékben tévedhetetlenek, széles körben elterjedt nézet volt a keresztények körében.

### Korai egyház
Szt. Jeromos egyházatya vallotta, hogy a Biblia írói semmiben sem tévedtek. A korai egyházatyák bár megfigyeltek a Bibliában bizonyos történelmi következetlenségeket, egymásnak ellentmondó beszámolókat, sőt lehetséges ellentmondásokat is, megpróbálták ezeket összhangba hozni a Bibliáról alkotott nézetük fényében. Hogy harmonizálják a problémás részeket, időnként elutasították a szöveg szó szerinti értelmét, vagyis egy szövegrész „tévedhetetlen igazságát” gyakran nem szó szerinti, hanem morális vagy allegorikus értelemben találták meg. Például a Genezis első teremtéstörténetében Isten az első napon fényt teremt, de csak a negyedik napon teremti meg a Napot, a holdat és a csillagokat. Órigenész és Ágoston, más atyák megoldása, hogy a Szentírás „tévedhetetlenségét” megmentsék, az volt, hogy bizonyos helyeken elutasítják a szó szerinti értelmezést és ehelyett egy allegorikusat javasoltak. Ágoston számára ez azt jelentette, hogy az első nap fénye a szellemi igazságot jelentette, míg a negyedik nap fénye a valódi fizikai fényt.

### Középkor
Az allegorikus szövegmagyarázat a késő középkorra már burjánzó túlzásokat vett fel.
A középkori egyház teológusai, akárcsak a korai egyházé, azt tartották, hogy az isteni ihlet tévedhetetlen szöveget teremt. Alphonsus Tosatus (1400-1455) spanyol teológus például úgy vélte, hogy „az egész Szentírás... isteni kinyilatkoztatás a Lélek közreműködése által megóvja az írót a tévedéstől”. Hervaeus Natalis (1260-1323) domonkos teológus azt mondta, hogy „bármi is van a Szentírásban, azt Isten mondja”, és mivel „biztos, hogy Isten nem hazudik”, a Szentírás nem tévedhet.
A skolasztikus szerzők között Aquinói Tamás amellett állt ki, hogy minden értelmezés alapja a szó szerinti olvasatban kell legyen megtalálható, és a Summa Theologiae-jában világosan kijelenti, hogy a Szentírás tévedésmentes. Kizárta a tévedést a Szentírás történeti vonatkozásaiból is, amikor ezt írja például: „ha valaki azt mondaná, hogy Sámuel nem Elkána fia, ebből az következik, hogy az isteni Szentírás hamis lenne”.
A 15. századtól a Szentírás bizonyos állításainak ellentmondó tudományos felfedezések veszélyeztették a Biblia tekintélyét. A 16. században a filológia fejlődése hozzájárult ahhoz, hogy kétségbe vonják a Biblia egyes részeinek történelmi értékét.

### Újkor
A 16. századi reformátorok a Szentírás szövegéhez való visszatérést (Sola Scriptura-elv) sürgették. 
Luther nézete elődeihez hasonlóan (a korai egyház és a középkor) a Szentírás isteni ihletettségébe vetett hitére támaszkodott, hogy a Biblia Isten Igéje, és hogy Isten hitelesen szól hozzá. Nagyszámú olyan kijelentést találhatunk Luthertől, amelyekben kifejezetten kijelenti, hogy a Szentírás Isten Igéje és úgy gondolta, hogy a Szentírás nem mondhat ellent önmagának, és mindenben igaz, történelmi, földrajzi, tudományos és spirituális kérdésekben. Megjegyezte: „Lehetetlen, hogy a Szentírás ellentmondjon önmagának; ez csak az értelmetlen és makacs képmutatóknak tűnik így.”
Kálvin János is osztotta Luther nézetét a Szentírással kapcsolatban; nemcsak határozottan megerősítette a Szentírás isteni szerzőségét, hanem azt is, hogy a Szentírás tévedésmentes. Mint írta: „Az, amely megkülönbözteti a vallásunkat az összes többitől, hogy tudjuk, hogy Isten szólt hozzánk, és teljesen meg vagyunk győződve arról, hogy a próféták nem a saját gondolatukból beszéltek, hanem a Szentlélek eszközeiként írták, amit a mennyből kijelentettek számukra.” Azt sugallta, hogy ha Mózes hibázott, amikor megírta a Genezis beszámolóját, az azt jelenti, hogy a Szentlélek hibázott.
A fő reformátorok fenntartották a Biblia teljes sugallmazottságának tételét. Nemcsak azt fejezték ki különféle írásaikban, hogy a Bibliát tévedésmentesnek tartják, hanem a római katolikus egyházzal folytatott protestáns viták is bebizonyították, hogy mindkét csoport a bibliai tévedhetetlenséghez ragaszkodott.
Bellarmin Róbert jezsuita bíboros azt mondta 1586-os De verbo Dei című művében, hogy "A Szentírásban nem lehet tévedés, akár a hittel, akár az erkölcsökkel/mással foglalkozik, akár valami általánost vagy az egész egyházra jellemzőt mond, vagy valami különöset és csak egy személyre vonatkozik." A nézetei rendkívül fontosak voltak Galilei elítélésében és a katolikus vitákban. A bibliai tévedhetetlenség kérdése valóban élesen felmerült a Galilei-ügy (1616-1633) során, amikor az itáliai tudós heliocentrikus álláspontja ellentmondani látszott a Biblia egyes szakaszainak.
A 17. század óta, a modern szövegkritika kibontakozásának megjelenésével a nagy egyházak azonban kezdtek elfordulni a merev „szó szerinti sugalmazás és tévedésmentesség” elméletétől.
Az 1670-es évekban Baruch Spinoza olyan írásokat tett közzé, amelyek elutasították a Biblia szó szerinti értelmezését, újraértelmezték Istent panteista vagy panenteista értelemben, és azzal érvelt, hogy a Biblia hibákat és ellentmondásokat tartalmaz. Spinoza munkái évtizedekkel a halála után is nagy hatást gyakoroltak. Az ő racionalizmusa fektette le a modern bibliakritika alapjait az 1670-es évek végén.
Richard Simon francia pap a maga részéről 1678-ban megírta az Ószövetség kritikai történetét (Histoire critique du Vieux Testament), amely az egyház részéről akkor ellenségeskedésbe ütközött. (Jóval később, a 20. század végén, 1993-ban a Pápai Bibliai Bizottság őt ismerte el a „modern bibliai exegézis atyjának”.)
A 18. század elején a bibliakutatók a teremtéstörténet két különböző elbeszélését hangsúlyozták, Genesis 1. és 2. része között.
A későbbiekben több különböző írót vagy dokumentumot is megállapítottak Mózes könyveihez, amelyekett ma jahvista, elohista, deuteronómista és papi forrás neveken ismerünk.

### 19–20. század
A 19. század elején az Egyesült Államok híres egyetemének, a Harvard College lelkészképzője a kongrecionalista trinitáriusról a szentháromság-tagadó unitarizmusra váltott, a neve pedig Harvard Divinity School lett. 1820 táján a bostoni kongregacionalisták is lemondtak a kálvinizmusról az unitarizmust felvéve.
1859-ben Charles Darwin kiadta híres művét, A fajok eredetét. A mű népszerűsége az angol nyelvű világban sok egyházi vezetőt arra késztetett, hogy újraértelmezzék a bibliai teremtéstörténetet. Miután az akadémikusok többsége elfogadta a darwini evolúciós elméletet, népszerűvé vált az a gondolat, hogy az Mózes I. könyvének 1-11. része tény- és tudományhibákat tartalmaz.
A 20. század közepén a fundamentalista keresztények létrehozták az USA-ban a Fuller Teológiai Szeminárium  felekezetközi evangelikál lelkészképző intézetet, amely kezdetben a bibliai tévedhetetlenség bástyája volt. Arra törekedtek, hogy visszahódítsák a főbb protestáns egyházakat, amelyek a modernista vita során liberálissá váltak. Később, az 1960-as és 1970-es években liberális szemléletű professzorok is érkeztek az iskolába, ami feszültségekhez vezetett, mert ők nem értettek egyet a bibliai tévedhetetlenséggel. Így az iskola feladta a bibliai tévedhetetlenség tanát.
1950-es években Kathleen Kenyon régész azt bizonyította, hogy az ásatásának feltárásai nem egyeztethetők össze az ószövetségi történettel Jerikó és falai elpusztításáról. Felerősödött egyben az az elképzelés, hogy a héberek Egyiptomból Kánaánba (Jerikón keresztül) való bevonulása történetének nincs régészeti alátámasztása. Tovább erősödött az a nézet, hogy a Biblia történelmi és régészeti hibákat tartalmaz.
Rudolf Bultmann (1884-1976), német protestáns teológus az evangéliumok demitologizálásáról ismert. Ő azzal érvelt, hogy az evangéliumokat nem a négy evangélista írta, hanem az apostolok halála után egy keresztény közösség, olyan emberek, akik nem ismerték Krisztust, és nem voltak tanúi az ő életének. Ezért ezeket az elbeszéléseket nem szabad objektív történelmi eseményeknek tekinteni, mert már a korai jeruzsálemi közösség hitéből származtak.
1978-ban az evangelikál vezetők kiadták a chicagói nyilatkozatot  a bibliai tévedhetetlenségről, a Szentírás liberális felfogására irányuló irányzattal szemben. A nyilatkozat különféle részleteket dolgozott ki a „Megerősítjük...” és a „Tagadjuk...” páros cikkeiben. Világossá tették, hogy „a bibliai tévedhetetlenség” csak a spirituális, vallási vagy megváltási témákra korlátozódik, kizárva a történelem és a tudomány területére vonatkozó állításokat. Továbbá tagadták, hogy a földtörténettel kapcsolatos tudományos hipotézisek felhasználhatók lennének a Szentírás teremtésről és az özönvízről szóló tanításának megdöntésére.

### 21. század
Napjainkban a keresztény szentírásértelmezők a Bibliai szövegeinek több mint kétszáz éves intenzív történet-kritikai és irodalomelméleti tanulmányozásából profitálhatnak, és emellett számos új értelmezési irányzat is jelen van, amelyek a kortárs kulturális áramlatok hatásait tükrözik.
Több felekezet vallja a teljes bibliai tévedhetetlenséget, főleg a fundamentalista és resztoránus protestánsok, az adventizmus mozgalmához tartozó közösségek, köztük a krisztadelfiánusok, a hetednapi adventisták, a Jehova Tanúi.
A történelmi nagy egyházak, mint a katolikus, ortodox, evangélikus, református és anglikán egyházak bár kijelentik, hogy a Bibliát Isten ihlette, és tévedhetetlen a hit és erkölcs terén, de ez a tévedhetetlenség nem terjedhet ki a történelmi, vagy a földrajzi vonatkozásokra, valamint az egyes szerzők a saját közösségük kulturális értelmezése és saját megértésük, valamint szókincsük és megfogalmazási képességük szerint vetették papírra a sugalmazott gondolatokat.
Sok kortárs keresztény, bár ragaszkodik a Biblia alapvető erkölcsi és teológiai igazságaihoz, nem tudja elfogadni a Biblia ősi kozmológiai felfogását.